# Rhyacophila curvata
Rhyacophila curvata är en nattsländeart som beskrevs av Morton 1900. Rhyacophila curvata ingår i släktet Rhyacophila och familjen rovnattsländor. Inga underarter finns listade i Catalogue of Life.